# 瀬戸市立瀬戸特別支援学校
瀬戸市立瀬戸特別支援学校（せとしりつ せととくべつしえんがっこう）は、愛知県瀬戸市萩山台にある公立特別支援学校。愛称はさくらんぼ学園。

## 概要
- 小学部は瀬戸市立萩山小学校の校舎内に、中学部と高等部は瀬戸市立光陵中学校校舎内に併設されており、従来の校舎をバリアフリー化などの改修を行って使用している。小学部のあるのが瀬戸市立瀬戸特別支援学校、中学部高等部のあるのが瀬戸市立瀬戸特別支援学校光陵校舎であるが、区別するため、小学部の方を萩山校舎と呼ぶこともある。
- 肢体不自由者の児童・生徒を教育対象とする[1]。
- 萩山校舎のある萩山小学校がある愛知県営菱野団地には、団地の人口増加に合わせて原山小学校、萩山小学校、八幡小学校の3つの小学校が設置されたが、児童数減少に伴い統廃合が計画されていた。その一方、瀬戸市内の肢体不目由の児童・生徒の保護者からは市内に養護学校の設置の要望が出されていた。その様な中、瀬戸市は学校の空き教室を利用して養護学校（特別支援学校）の設置を決め、萩山小学校の校舎の耐震化に合わせて1階をバリアフリー化、市独自の養護学校を設置した。

## 学部構成
- 小学部
- 中学部
- 高等部

## 沿革
- 2010年（平成22年）4月 - 瀬戸市立萩山小学校の校舎の一部を改修し、瀬戸市立瀬戸養護学校として開校。
- 2014年（平成26年）4月 -
  - 瀬戸市立瀬戸特別支援学校に改称する。
  - 瀬戸市立光陵中学校の校舎の一部を改修し、瀬戸市立瀬戸特別支援学校光陵校舎を設置する。中学部高等部は光陵校舎に移り、従来の校舎は小学部のみとなる。

## 住所
- 小学部（瀬戸市立瀬戸特別支援学校萩山校舎）[1]
  - 愛知県瀬戸市萩山台2丁目22
- 中学部高等部（瀬戸市立瀬戸特別支援学校光陵校舎）[1]
  - 愛知県瀬戸市萩山台9丁目244番地

## 交通アクセス
- 小学部（瀬戸市立瀬戸特別支援学校）
  - 愛知環状鉄道線瀬戸口駅下車、徒歩約30分。
  - 名鉄バス東山線「せと在宅福祉センター前」より徒歩約3分。

瀬戸駅前より【16系統】【16H系統】【17H系統】菱野団地方面行き。
- 中学部・高等部（瀬戸市立瀬戸特別支援学校光陵校舎）
  - 愛知環状鉄道線瀬戸口駅下車、徒歩約30分。
  - 名鉄バス東山線「萩山台南」より徒歩約4分。

瀬戸駅前より【16系統】【16H系統】【17H系統】菱野団地方面行き。